# Théâtre de Vidy
Le théâtre Vidy-Lausanne, anciennement Centre dramatique de Lausanne, est un centre de création théâtrale et chorégraphique suisse situé sur les rives du lac Léman à Lausanne et créé par Max Bill pour l'exposition nationale de 1964 sous le nom initial de Théâtre de l'Expo. 

## Introduction
Placée depuis septembre 2013 sous la direction de Vincent Baudriller, la programmation du théâtre Vidy-Lausanne alterne entre projets de renommée internationale et premières créations, en portant une attention particulière aux jeunes générations d’artistes helvètes. Les artistes bénéficient à Vidy d’une structure de production et d’une équipe technique.
Le théâtre s'engage pour « un art qui se confronte aux réalités de notre temps ». Il présente les langages artistiques – théâtre, danse, cinéma, musique, arts plastiques – et propose de nombreux dispositifs d’accompagnement et de médiation autour des œuvres.

## Bâtiment

### Histoire
Le théâtre Vidy-Lausanne a été conçu par l'architecte zurichois Max Bill dans le cadre de l'exposition nationale suisse de 1964, sous l'appellation de Théâtre de l'Expo, originellement comme un bâtiment éphémère dont la durée de vie prévue était de 6 mois. Il était alors englobé dans un ensemble plus vaste, situé dans le centre culturel de l'exposition. Lors de l'inauguration du théâtre, la troupe veveysane des Baladins y interprète Les Cannibales de l'écrivain genevois Jacques Aeschlimann dans une mise en scène d'André Nusslé. En 1965, sur l'insistance de Charles Apothéloz, la ville de Lausanne achète le théâtre et l'utilise comme salle de répétition pour le théâtre municipal de Lausanne (TML). Charles Apothéloz y crée en 1969 le Centre dramatique du TML, devenu en 1971 le Centre dramatique de Lausanne. Ce n'est qu'à l'été 1989 qu'il est renommé Théâtre Vidy-Lausanne. 
Dans les années suivantes, plusieurs restaurations et réaménagements sont apportés aux locaux qui deviennent le site d'un théâtre. En particulier, une salle de répétition attenante à la salle principale est inaugurée en 1996. Depuis, le bâtiment a été inscrit comme bien culturel suisse d'importance nationale.
Le théâtre a été augmenté en 2017 d'un pavillon remplaçant l'ancien chapiteau, devenu inutilisable. Cette nouvelle salle modulaire, entièrement en bois, a été conçue, en collaboration avec les équipes du théâtre, par l'architecte Yves Weinand, directeur du laboratoire IBOIS à l'École polytechnique fédérale de Lausanne et par l'Atelier Cube (architecte Marc-Henri Collomb). On y a mis en œuvre de nouvelles méthodes de construction et d’assemblage du bois, respectueuses de l’environnement. Cet intrigant bâtiment est en effet composé de onze arches et se fait remarquer par la finesse (45 mm) et la légèreté des panneaux, qui jouent à la fois le rôle de parements et de structures portantes d’une voûte à longue portée (jusqu’à 21 m),.

### Salles
La salle principale du théâtre, appelée aujourd’hui « salle Charles Apothéloz » compte 400 places. Les autres salles sont « la Passerelle » (100 places) et la salle « René Gonzalez » (100 places).
Le nouveau pavillon inauguré en 2017 est situé dans le parc arboré faisant face à l’entrée publique du théâtre. Avec ses dimensions (28 mètres par 18), son gradin rétractable de 250 places et sa scène (14 mètres par 12), cet espace complète, en termes de taille et de jauge, les autres salles.
D'autres travaux sont prévus pour une nouvelle mise aux normes de la salle Charles Apothéloz d'ici à 2020.

### Foyer

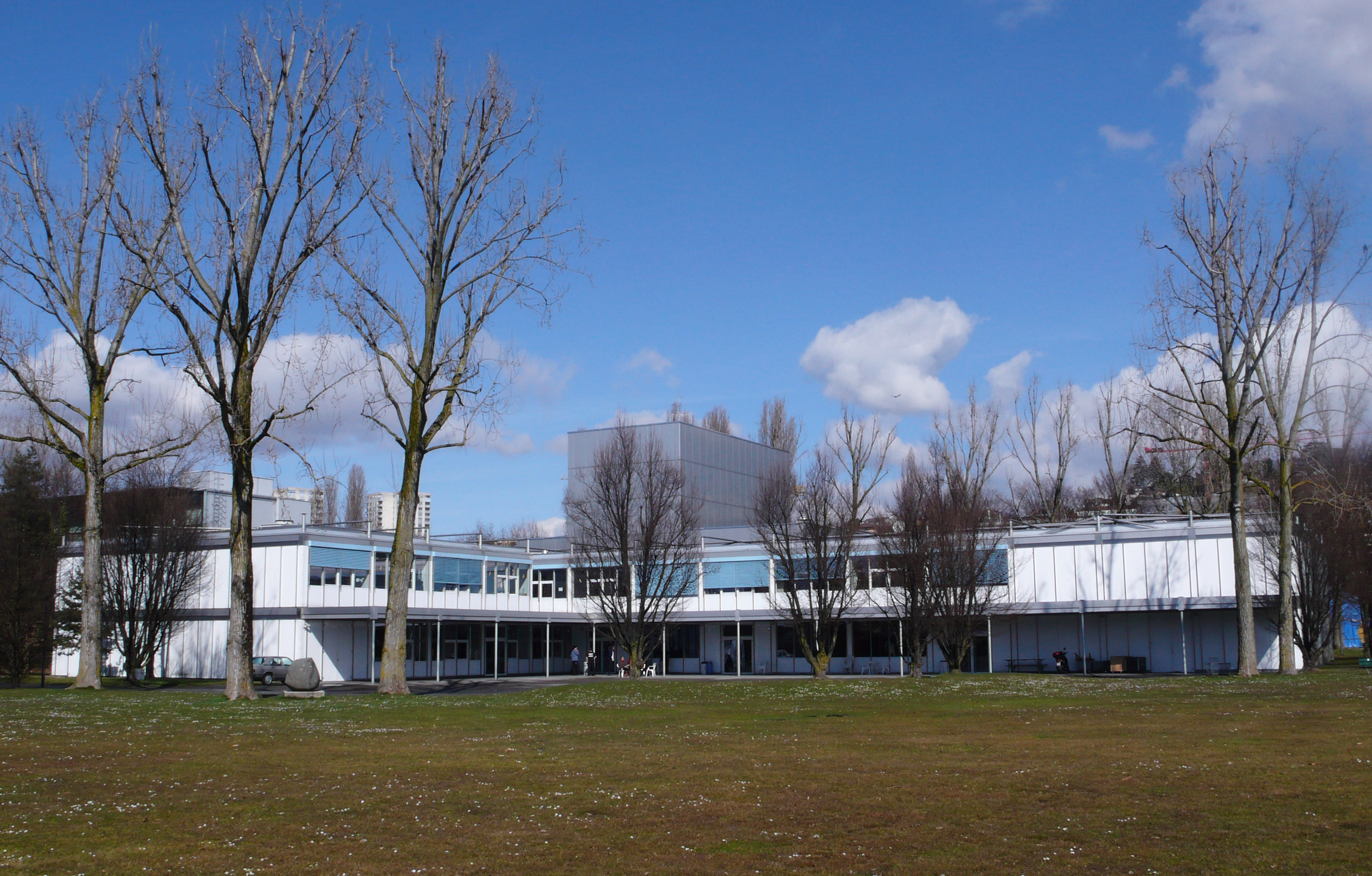
Vue sur le théâtre et son foyer depuis le bord du lac.

Au centre de la croix formée par le bâtiment et ses quatre salles de spectacle, un vaste hall donnant sur le lac accueille la billetterie, le bar-restaurant la Kantina, une librairie et un espace d’exposition. La baie vitrée et la terrasse offrent une vue exceptionnelle sur le lac Léman, Evian et les Alpes françaises.

## Directeurs
- Charles Apothéloz (1964-1975). Figure de l'histoire du théâtre romand, Charles Apothéloz était à la fois metteur en scène, acteur et directeur de troupe. Son intervention sauva le Théâtre de Vidy de sa destruction programmée.
- Franck Jotterand (1975-1981). L'intellectuel et dramaturge vaudois Franck Jotterand fit du Théâtre de Vidy un lieu de réflexion ancré dans son territoire.
- Pierre Bauer et Jacques Bert (1981-1989). Après le fatal accident de Franck Jotterand, Pierre Bauer et Jacques Bert, metteur en scène et directeur technique, reprennent le flambeau à la tête du Théâtre. Ils poursuivent l’œuvre de leur prédécesseur en accompagnant les artistes romands et en imaginant des programmations présentant une grande variété de styles.
- Matthias Langhoff (1989-1991). Artiste reconnu avant de prendre la direction du Théâtre, Matthias Langhoff hissera Vidy au rang des grandes scènes internationales.
- René Gonzalez (1990-2012). René Gonzalez restera 22 ans à la tête du Théâtre de Vidy et imprégnera les lieux de sa personnalité. Il poursuivra l’œuvre des précédents directeurs en travaillant dans deux directions : l'ancrage local du Théâtre couplé à une reconnaissance internationale.
- Vincent Baudriller (depuis 2013). Ancien directeur du Festival d'Avignon, Vincent Baudriller prend les rênes de Vidy en septembre 2013.

## Projet actuel

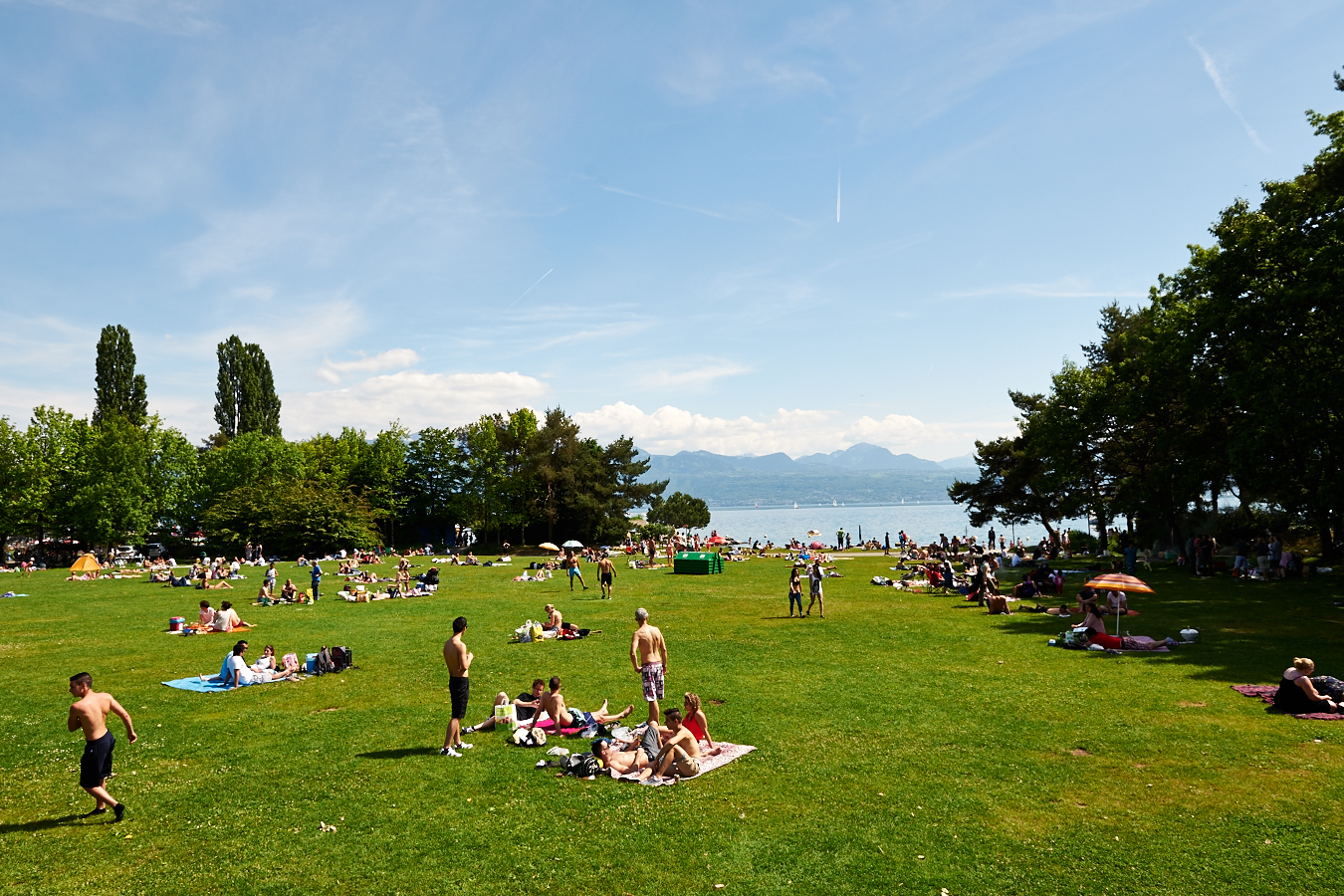
Vue sur le Lac Léman et les Alpes, depuis la terrasse.

### «Théâtre de création ouvert sur le monde»
Le Théâtre de Vidy est avant tout un espace de création grâce à ses quatre salles qui permettent des répétitions en parallèle des représentations, à son atelier de construction de 1 000 m2 situé à Malley, en banlieue de Lausanne, et à ses équipes administratives et techniques couvrant l’ensemble des métiers de la production théâtrale. Il se définit comme un espace où résonnent les enjeux du monde d’aujourd’hui pour être partagés, interrogés, discutés. Il est par ailleurs diffuseur de ses productions et certaines de ses créations tournent dans le monde entier (Une île flottante et King size de Christoph Marthaler, Stifters Dinge de Heiner Goebbels, Nachlass de Rimini Protokoll et S. Kaegi, La Mouette de Tchekhov par Thomas Ostermeier, etc.).
Le théâtre accueille ainsi environ 45 000 spectateurs par an pour une cinquantaine de spectacles et environ 300 représentations ; et environ 80 000 spectateurs en tournée pour près de 200 représentations (en 2015-2016).
De nombreuses manifestations sont organisées en écho aux spectacles pour les prolonger faire résonner les œuvres avec l’actualité politique ou culturelle. Ce sont des expositions, des rencontres avec les artistes, des master class d’artistes, des débats thématiques, des introductions aux spectacles, des cours sur l’histoire des arts de la scène et des soirées festives. Un travail de médiation spécifique est par ailleurs développé en direction des écoles et gymnases, des foyers, des universités, des enseignants et des différentes associations et communautés de Lausanne et du canton de Vaud dont l’Établissement vaudois d’accueil des migrants (EVAM).

### Programme commun
Le théâtre de Vidy et l'Arsenic ont initié au printemps 2015 une manifestation internationale et pluridisciplinaire en collaboration avec d'autres structures culturelles lausannoises : « Programme Commun ». La prochaine édition du festival aura lieu du 23 mars au 2 avril 2017. Le Théâtre de Vidy et l'Arsenic, sont alors rejoints par le Théâtre Sévelin 36, la Manufacture, l'ECAL et la Cinémathèque suisse dans cette mise en commun de leurs programmations.